# Barbara Frischmuth

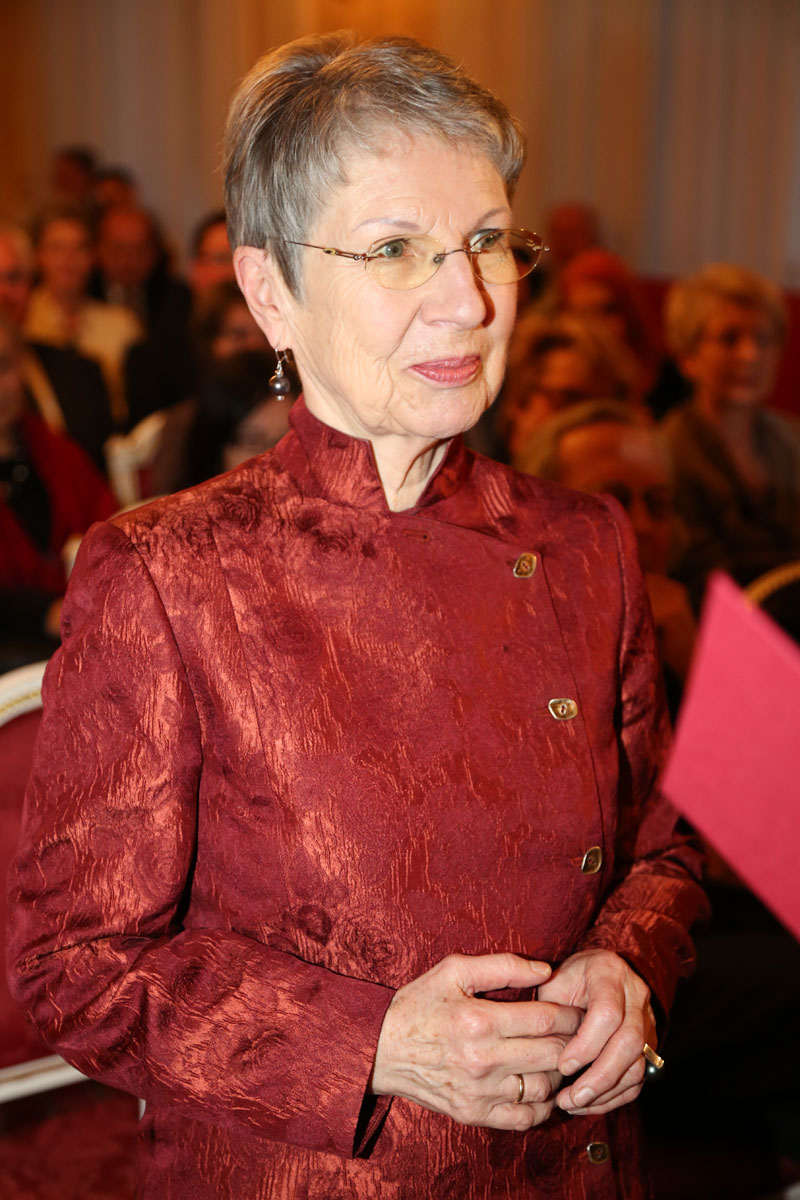
Barbara Frischmuth (2013)

Barbara Frischmuth (* 5. Juli 1941 in Altaussee, Salzkammergut; † 30. März 2025 ebenda) war eine österreichische Schriftstellerin und Übersetzerin.

## Leben

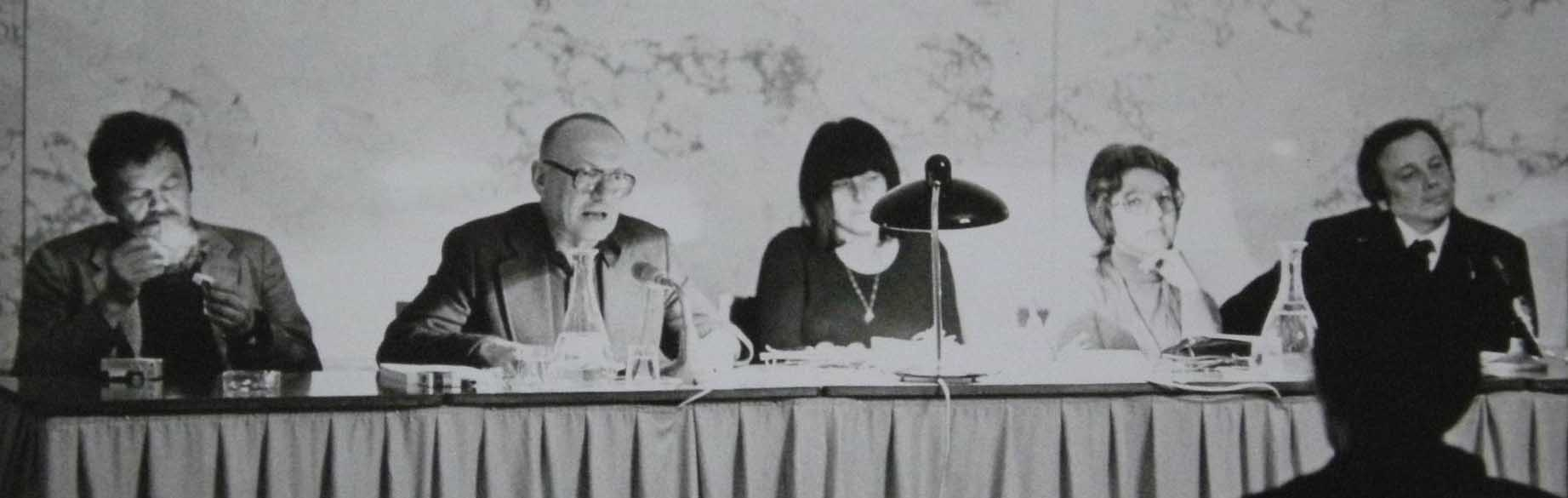
Buchwoche in Wien 1974. Von links nach rechts: Alfred Hrdlicka, Ernst Jandl, Friederike Mayröcker, Barbara Frischmuth

Barbara Frischmuth wurde in Altaussee als Tochter des Hoteliers Anton Frischmuth und seiner Gattin Maria (geb. Schmidt) geboren. Sie blieb das einzige Kind aus dieser Ehe. Nach dem Tod des Vaters, er fiel im Zweiten Weltkrieg 1943 in Russland, führte seine Witwe den Hotelbetrieb des „Parkhotels“ am Altausseer See bis 1956 weiter.
Barbara verbrachte ihre Kindheit in Altaussee. Ab Herbst 1951 besuchte sie das Gymnasium und Pensionat der Kreuzschwestern in Gmunden, ihre Sommerferien verbrachte sie in Altaussee. Die Gymnasialoberstufe besuchte Barbara Frischmuth zunächst im Privat-Realgymnasium Bad Aussee. Nachdem ihre Mutter 1956 das Parkhotel aufgeben musste, übersiedelte sie mit ihr nach Graz. Maria Frischmuth führte in Graz bis 1976 das Gasthaus Brauhaus Reininghaus in Eggenberg. 1959 bestand Barbara Frischmuth die Matura am 2. Bundesrealgymnasium für Mädchen in der Grazer Pestalozzistraße. An der Karl-Franzens-Universität studierte Frischmuth ab Herbst 1959 am Dolmetsch-Institut Türkisch und Englisch. Da sie 1960 als erste Europäerin ein Stipendium an die anatolische Universität Erzurum erhalten hatte, verbrachte sie neun Monate in der Türkei. Nach ihrer Rückkehr nach Graz im Februar 1961 gab sie ihr Englisch-Studium auf und wendete sich dem Ungarischen zu. 1962 legte sie erfolgreich die Fachprüfung für Übersetzer aus dem Türkischen ab, 1964 die Fachprüfung aus Ungarisch. 1964 übersiedelte Frischmuth nach Wien, wo sie ein Doktoratsstudium der Turkologie, Iranistik und Islamkunde begann. Im Herbst 1966 brach sie ihr Studium ab und wurde hauptberuflich als Schriftstellerin und Übersetzerin aktiv. Für ihre Arbeit inspiriert wurde sie u. a. von H. C. Artmann, E. T. A. Hoffmann, Arno Schmidt, Lewis Carroll und James Joyce.
Schon während ihrer Studienzeit veröffentlichte sie Gedichte und wurde 1962 Mitglied der später so genannten „Grazer Gruppe“. Sie nahm an Lesungen teil und kam mit dem Forum Stadtpark in Kontakt, zu dessen Gründungsmitglied sie während ihrer Zeit in Erzurum ernannt wurde. Mehrere Auslandsaufenthalte führten sie in die Türkei, nach Ungarn, Ägypten, England, China, Japan und die USA, wo sie am Oberlin College in Ohio und an der Washington University in St. Louis Vorlesungen hielt.
Am 22. März 1971 heiratete Barbara Frischmuth den Sulky-Fahrer Günther Grün (* 2. Mai 1942). Zwei Jahre später, am 1. Dezember 1973, kam ihr Sohn Florian Anastasius Grün in Wien zur Welt. 1974 kehrte Barbara Frischmuth mit ihrem Kind für einen Sommer nach Altaussee zurück. Das Ehepaar Grün lebte in einem Gestüt mit vierzig Pferden in dem niederösterreichischen Ort Oberweiden, lebte sich jedoch Mitte der 1970er Jahre immer weiter auseinander. Nach der Scheidung am 18. August 1977 nahm Barbara Frischmuth wieder offiziell ihren Geburtsnamen an. Sie verbrachte immer mehr Zeit in Altaussee, wo sie am 25. März 1988 den Psychiater und Neurologen Dirk Penner heiratete.
Seit 1999 lebte die Autorin wieder dauerhaft in Altaussee, wo sie sich unter anderem als langjährige Obfrau und Schirmherrin des Literaturmuseums Altaussee besonders verdient machte. In Altaussee befindet sich auch ihr Garten, der den Stoff für ihre drei Gartengeschichten-Bücher lieferte. Sie war als Schriftstellerin, Übersetzerin und Kolumnistin tätig. Barbara Frischmuth war weiters die Nichte von Edith Hauer-Frischmuth, deren Lebensgeschichte sie in ihr Werk Einander Kind einfließen ließ, zu der sie allerdings ein familiär gespaltenes Verhältnis hatte.
Frischmuth starb am 30. März 2025 nach einer längeren schweren Erkrankung im Alter von 83 Jahren in Altaussee. Sie wurde am 22. April 2025 am Friedhof in Altaussee beigesetzt.

## Auszeichnungen und Ehrungen
- 1970 Staatsstipendium für Literatur des Bundesministeriums für Unterricht und Kunst
- 1972 Österreichischer Kinder- und Jugendbuchpreis des Bundesministeriums für Unterricht und Kunst für Kinderbücher
- 1973 Anton-Wildgans-Preis
- 1973 Literaturpreis des Landes Steiermark
- 1975 Förderungspreis der Stadt Wien für Literatur
- 1976 „Writer in residence“ des Oberlin College in Ohio
- 1978 Dramatikerstipendium des Bundesministeriums für Unterricht und Kunst
- 1979 Literaturpreis der Stadt Wien
- 1980 Buchprämie des Bundesministeriums für Unterricht und Kunst
- 1983 Ida-Dehmel-Literaturpreis
- 1986 Buchprämie des Bundesministeriums für Unterricht und Kunst
- 1987 Österreichischer Würdigungspreis für Literatur
- 1988 Manuskripte-Preis für das Forum Stadtpark des Landes Steiermark
- 1990 Szlabbezs-Preis des Internationalen Hörspielzentrums Unterrabnitz
- 1995 Österreichischer Staatspreis für Kinder- und Jugendliteratur für Gutenachtgeschichte für Maria Carolina
- 1999 Franz-Nabl-Preis
- 2003 Josef-Krainer-Preis[7]
- 2005 Ehrenpreis des österreichischen Buchhandels für Toleranz in Denken und Handeln
- 2013 Österreichisches Ehrenkreuz für Wissenschaft und Kunst I. Klasse
- 2019 Goldenes Ehrenzeichen für Verdienste um das Land Wien[8]
- 2019 Ehrenring des Landes Steiermark[9]
- 2024 Ehrenzeichen des Landes Steiermark für Wissenschaft, Forschung und Kunst, I. Klasse[10]

## Werke

### Romane, Erzählungen
- Die Klosterschule. Frankfurt/Main 1968.
- Geschichten für Stanek. Berlin 1969.
- Tage und Jahre. Sätze zur Situation. Salzburg, Wien 1971.
- Das Verschwinden des Schattens in der Sonne. Frankfurt/Main 1973; als dtv-Taschenbuch, neue reihe, München 1980, ISBN 3-423-06302-5.
- Rückkehr zum vorläufigen Ausgangspunkt. Residenz Verlag, Salzburg/Wien 1973, ISBN 3-7017-0044-3.
- Haschen nach Wind. Erzählungen. Residenz Verlag, Salzburg/Wien 1974, ISBN 3-7017-0111-3.
  - beide als dtv-Taschenbuch, neue reihe, München 1978, ISBN 3-423-06339-4.
- Die Mystifikationen der Sophie Silber. Roman. Salzburg/Wien 1976, ISBN 3-7017-0152-0.
- Amy oder Die Metamorphose. Roman. Salzburg, Wien 1978.
- Entzug – ein Menetekel der zärtlichsten Art. Pfaffenweil 1979.
- Kai und die Liebe zu den Modellen. Roman. Residenz Verlag, Salzburg/Wien 1979, ISBN 3-7017-0224-1; als dtv Taschenbuch, neue reihe, München 1980, ISBN 3-423-06313-0.
- Bindungen. Erzählungen. Salzburg, Wien 1980.
- Die Ferienfamilie, Roman. Residenz Verlag, Salzburg/Wien 1981, ISBN 3-7017-0286-1; als dtv-Taschenbuch: München 1984, ISBN 3-423-10273-X.
- Landschaft für Engel. Wien u. a. 1981.
- Die Frau im Mond. Roman. Salzburg, Wien 1982.
- Vom Leben des Pierrot. Erzählungen. Mit Holzschnitten von Alfred Pohl, Pfaffenweil 1982.
- Traumgrenze. Erzählungen. Salzburg, Wien 1983.
- Kopftänzer. Roman. Residenz Verlag, Salzburg/Wien 1984, ISBN 3-7017-0380-9.
- Herrin der Tiere. Erzählung. Salzburg, Wien 1986.
- Über die Verhältnisse. Roman. Salzburg/Wien 1987, ISBN 3-7017-0506-2.
- Mörderische Märchen. Erzählungen. Salzburg, Wien 1989.
- Einander Kind. Roman. Salzburg, Wien, Residenz 1990.
- Mister Rosa oder Die Schwierigkeit, kein Zwerg zu sein. Spiel für einen Schauspieler. Wien 1991.
- Traum der Literatur – Literatur des Traums. Salzburg, Wien 1991.
- Wassermänner. Lesestücke aus Seen, Wüsten und Wohnzimmern. Salzburg, Wien 1991.
- Hexenherz. Salzburg, Wien 1994.
- Die Schrift des Freundes. Salzburg, Wien, Residenz 1998.
- Fingerkraut und Feenhandschuh. Ein literarisches Gartentagebuch. Berlin, Aufbau 1999.
- Schamanenbaum. Gedichte. Graz, Wien, Droschl 2001.
- Die Entschlüsselung. Roman. Berlin, Aufbau 2001.
- Löwenmaul und Irisschwert. Gartengeschichten. Berlin, Aufbau 2003.
- Der Sommer, in dem Anna verschwunden war. Berlin, Aufbau 2004.
- Marder, Rose, Fink und Laus. Meine Garten-WG. Graz, Wien, Droschl 2007.
- Vergiss Ägypten. Ein Reiseroman. Berlin, Aufbau 2008.
- Die Kuh, der Bock, seine Geiss und ihr Liebhaber. Tiere im Hausgebrauch. Mit Grafiken von Wouter Dolk, Berlin, Aufbau 2010.
- Woher wir kommen. Aufbau, Berlin 2012, ISBN 978-3-351-03508-2.
- Der unwiderstehliche Garten. Aufbau, Berlin 2015.
- Verschüttete Milch. Roman. Aufbau-Verlag, Berlin 2019, ISBN 978-3-351-03710-9.
- Dein Schatten tanzt in der Küche. Erzählungen. Aufbau-Verlag, Berlin 2021, ISBN 978-3-351-03861-8.
- Natur und die Versuche, ihr mit Sprache beizukommen. Residenz, Salzburg 2021, ISBN 978-3-7017-3528-0.
- Schaufel, Rechen, Gartenschere. Was die Hände brauchen. Residenz, Salzburg 2023, ISBN 978-3-7017-3582-2.
- Die Schönheit der Tag- und Nachtfalter. Erzählungen. Residenz, Salzburg 2025, ISBN 978-3-7017-1804-7.

### Kinder- und Jugendbücher
- Amoralische Kinderklapper, 1969.
- Der Pluderich, 1969.
- Philomena Mückenschnabel, 1970.
- Polsterer, mit Illustrationen v. Robert Zeppel-Sperl, 1970.
- Die Prinzessin in der Zwirnspule und andere Puppenspiele für Kinder, mit Illustrationen v. Ulrike Enders, 1972.
- Ida – und Ob, 1972.
- Grizzly Dickbauch und Frau Nuffl, mit Linolschnitten v. Axel Hertenstein, 1975.
- Der liebe Augustin, mit Illustrationen v. Inge Morath, 1981.
- Die Ferienfamilie, 1981.
- Biberzahn und der Khan der Wind, mit Illustrationen v. Angelika Kaufmann, 1990.
- Sommersee, 1991.
- Machtnix oder Der Lauf, den die Welt nahm. Eine Bildergeschichte, 1993.
- Gutenachtgeschichte für Maria Carolina, mit Illustrationen v. Ducan Kállay, 1994.
- Vom Mädchen, das übers Wasser ging, mit Illustrationen v. Dusan Kállay, 1996.
- Donna & Dario, 1997.
- Die Geschichte vom Stainzer Kürbiskern, mit Illustrationen v. László Varvasovsky, 2000.
- Alice im Wunderland, mit Illustrationen v. Jassen Ghiuselev, 2000.

### Theaterstücke
- Der grasgrüne Steinfresser, 1973.
- Die Prinzessin in der Zwirnspule, Regie: Georg Ourth, Salzburger Landestheater, 1976.
- Daphne und lo oder Am Rande der wirklichen Welt, Schauspielhaus Wien, 1982.
- Mister Rosa oder Die Schwierigkeit, kein Zwerg zu sein. Groteske. Regie: Udo Schoen. Aachen: Stadttheater, 1989.
- Anstandslos. Eine Art Posse. Regie: Michael Gampe. Wien: Volkstheater in den Außenbezirken, 1994.
- Eine kurze Geschichte der Menschheit. Dramatisierung für Optisches Konzert. Musik: Marco Schädler, Konzept, Bearb., Regie: Johannes Rausch. Choreografie: Guillermo Horta Betancourt. Feldkirch: Saal der Arbeiterkammer, 1994.
- Lilys Zustandekommen. Monolog, geschrieben für Anna Maria Gruber/Irmi Horn. Regie: Steffen Höld. Graz: forum stadtpark theater in den Gewächshäusern des Botanischen Gartens 2002.
- Rabenmutter. Melodrama 1989. Regie: Michael A. Richter. Graz: Kunstgarten Graz 2004.

### Libretti
- Mirabellenkompott oder Mostbirnenmus, 2007 für das sirene Operntheater.[11]

### Hörspiele
- 1970: Die Mauskoth und die Kuttlerin. SWFSWF.
- 1970: Die unbekannte Hand. SWF, NDR, ORF.
- 1971: Die unbekannte Hand. Regie: Ferry Bauer. ORF Oberösterreich.
- 1971: Löffelweise Mond. Regie: Klaus Mehrländer. WDR.
- 1977: Ich möchte, ich möchte die Welt. SWF.
- 1979: Die Mondfrau. SDR, ORF.
- 1986: Biberzahn und der Khan der Winde. Regie: Hartmut Kirste. SDR, NDR.
- 1986: Binnengespräche. Regie: Ernst Wendt. SDR, ORF Wien.
- 1988: Tingeltangel oder Bin ich noch am Leben? Regie: Manfred Marchfelder. SDR, ORF Wien.
- 1990: Mister Rosa oder Die Schwierigkeit, kein Zwerg zu sein. Regie: Götz Fritsch. ORF Wien.
- 1991: Die Mozart hörende Hanako und ihre fünf Kätzchen. Mit Kazuko Saegura. Regie: Georg Madeja. ORF Wien.
- 1992: Anstandslos. Regie: Götz Fritsch. ORF, WDR.
- 1993: Der grasgrüne Steinfresser. Regie: Johannes Rausch. ORF Vorarlberg.
- 1994: Eine Liebe in Erzurum. Regie: Götz Fritsch. ORF, WDR.
- 1996: Miss Potter hat es sich anders überlegt. ORF, WDR.
- 1997: Genesis. Radio Bremen.
- 1997: Vier Verse für einen Mantel oder die Verwandlung des Abu Seid von Serug, WDR.

### Übersetzungen
- Ana Novac: Die schönen Tage meiner Jugend. Übersetzung aus dem Ungarischen, Reinbek b. Hamburg: Rowohlt, 1967.
- Andor Endre Gelléri: B. und andere Prosa. Übersetzung aus dem Ungarischen, Frankfurt a. M.: Suhrkamp 1969; wieder als Budapest und andere Prosa, Berlin: Suhrkamp, 1990.
- Sándor Weöres: Der von Ungern. Gedichte und fünf Zeichnungen. Ausgewählt und aus dem Ungarischen, gemeinsam mit Robert Stauffer, Frankfurt a. M.: Suhrkamp, 1969.
- Edward Lear/Edward Gorey: Die Jumblies. Übersetzung aus dem Englischen, Frankfurt a. M.: Insel, 1970.
- Miklós Mészöly: Saul. Übersetzung aus dem Ungarischen, München: Hanser, 1970.
- István Örkény: Katzenspiel. Übersetzung aus dem Ungarischen, Frankfurt a. M.: Suhrkamp, 1972.
- Alan Aldridge/William Plomer: Der Butterfly Ball und das Grashüpferfest. Aus dem Englischen von Barbara Frischmuth und Peter Williams, Frankfurt a. M.: Insel, 1974.
- Miklós Mészöly: Gestaltungen. Übersetzung aus dem Ungarischen, Berlin: Literar. Colloquium 1975 (LCB-Editionen 38).
- István Örkény: Familie Tót. Übersetzung aus dem Ungarischen, Berlin: Henschelverlag Kunst u. Gesellschaft, 1975; wieder in: Das elfte Gebot: moderne ungarische Dramen, Leipzig: Reclam, 1977.

### Filme
- Der Mäuseschreck. TV-Bildergeschichte nach einem Puppenspiel von Barbara Frischmuth. Regie: Tony Munzlinger. SWF, 1972.
- Na und. Eine Hexengeschichte. Fernsehfilm, SWF 1972.
- Die Prinzessin in der Zwirnspule. TV-Zeichentrickfilm nach Barbara Frischmuth. Regie: Tony Munzlinger. SWF, 1973.
- Ida – und Ob. BR 1973.
- Baum des vergessenen Hundes. Fernsehfilm, ORF 1976.
- Abschiede. TV-Film in zwei Teilen. Drehbuch (nach einer Novelle von Arthur Schnitzler und einer Erzählung von Barbara Frischmuth) Regie: Gedeon Kovács. ORF, ZDF, 1986.
- Otter. Fernsehspiel. ORF 1985.
- Ausseerland, ORF, 1991.
- Rabenmutter, Regie: Christian Berger, ORF, 1991.
- Sommersee. Fernsehserie in sechs Folgen, Regie: Erhard Riedlsperger, ORF, ZDF, 1992.

### Öffentliche Reden
- Laudatio anlässlich der Verleihung des Friedenspreises des Deutschen Buchhandels an Assia Djebar im Jahr 2000 während der Frankfurter Buchmesse in der Paulskirche: Laudatio, Rede und Übersetzung der Rede (PDF-Datei), S. 2–7.